# Paredes (Montederramo)
Paredes (llamada oficialmente Santa María de Paredes) es una parroquia y un lugar del municipio español de Montederramo, en la provincia de Orense, Galicia.

## Organización territorial
La parroquia está formada por cinco entidades de población:
- Laza
- Paredes
- Sabín
- Suspiazo
- Veredo

## Demografía

### Parroquia
| Gráfica de evolución demográfica de Paredes (parroquia) entre 2000 y 2022 |
|                                                                           |
| Datos según el nomenclátor publicado por el INE.                          |

### Lugar
| Gráfica de evolución demográfica de Paredes (lugar) entre 2000 y 2022 |
|                                                                       |
| Datos según el nomenclátor publicado por el INE.                      |